# Јохан Нестрој
Јохан Непомук Едуард Амброзије Нестрој (Беч, 7. децембар 1801 — Грац, 25. мај 1862) био је певач, глумац и драматург у периоду бидермајера. Учествовао је у револуцијама 1848. и његово дело одражава нови либерални дух који се тада ширио Европом.

## Каријера
Нестрој је рођен у Бечу, где је студирао права од 1817. до 1822. године, пре него што је напустио студије да би постао певач. Придружио се Позоришту на Кернтнертор, где му је прва улога била улога Сарастра у Чаробној фрули 24. августа 1822. После годину дана певања у Бечу, одлази у Амстердам, где две године пева као баритон у тамошњем Немачком позоришту. Од 1825. до 1831. прихватио је ангажмане да пева и глуми у Брну, Грацу, Братислави, Клагенфурту, Бечу и Лавову. Потом се вратио у родни Беч где је почео да пише драме.
Нестројева каријера драмског писца била је моментални успех: његова драма Три бекрије из 1833. године му је донела статус водеће личности аустријске културе и друштва. Нестрој је наследио Фердинанда Рајмунда као водећи глумац-драматург у Народном позоришту у Бечу.
Док се Рајмунд концентрисао на романтичне и магичне фантазије, Нестрој је користио комедију за пародију и критику. Радећи у време конзервативног министра Клеменса фон Метерниха, морао је пажљиво да саставља своје драме како би заобишао строгу цензуру. Нестројево интересовање за игру речи било је легендарно, а његови ликови су често мешали бечки немачки са покушајима „образованијег“ говора. Музика је имала важну улогу у разрађивању Нестројевих тема и интензивирању заплета.
Нестрој је умро је у Грацу 1862. године.
Сахрањен је у Средишњем бечком гробљу (Група 32 A, Број 6).

## Нестројево дело
Нестрој је написао скоро осамдесет комедија између 1830-их и 1850-их. Све су обиловале друштвеном критиком и заједљивом сатиром. 
Листу Нестројевих дела можете погледати на страници Википедије на енглеском језику.
Нестрој је остао певач целог живота, и скоро све његове представе укључују музику. Блиско је сарађивао са релативно малим бројем композитора: 
- Адолф Милер старији, који је поставио 41 Нестројев текст између 1832. и 1847. године,
- Михаел Хебенстрајт, који је поставио 10 дела од 1843. до 1850. године,
- Карл Биндер, који је поставио седам дела од 1851. до 1859. године,
- Антон М. Шторх,
- Франц Розер,
- Карл Франц Штенцел, и
- Андреас Скута.

Већина Нестројевих дела означена је као неки облик фарсе. Нестрој је продуцирао бројне пародије, две опере и две драме. Поред тога, написао је четири куодлибета, двe бурлеске, једну травестију и на крају једну оперету користећи музику Жака Офенбаха.
Нестројева рана дела извођена су у Грацу и Братислави. Од 1832. до 1846. радио је искључиво у Позоришту на реци Вин, где је премијерно изведено 45 његових драма. Након две представе у Позоришту у Леополдштату, од 1847. до 1859. године, прелази у Карлтеатар, где је изведено још 20 Нестројевих дела.

## Нестројево наслеђе
Отприлике половину Нестројевих дела оживела су модерна позоришта немачког говорног подручја и многа Нестројева дела су данас саставни део репертоара бечких позоришта. Међутим, мало њих је икада преведено на енглески језик. 
Трг Нестројплац у Бечу познат је по станици на линији У1 бечког метроа. 
Када је Рајхсбрике требало да буде поново изграђен након колапса 1976. године, на тендеру за пројекат новог моста победио је конзорцијум под називом Пројект Јохан Нестрој. Званични назив новоизграђеног моста је Мост Јохан Нестрој, али тај назив није заживео у народу.
Једна од најважнијих позоришних награда немачког говорног подручја је Позоришна награда Нестрој, чија се церемонија одржава у Бечу и директно преноси на телевизији.
Аустријски илустратор и сликар Рајнхард Тринклер је адаптирао Нестројеву драму Талисман као истоимени графички роман.